# Вийратси
Ви́йратси (эст. Viiratsi) — посёлок в волости Вильянди уезда Вильяндимаа, Эстония.
До 2013 года посёлок был административным центром волости Вийратси, в котором проживало почти 40 % жителей волости.

## География и описание
Расположен в полукилометре к востоку от уездного и волостного центра — города Вильянди. Высота над уровнем моря — 68 метров.
Климат умеренный. Официальный язык — эстонский. Почтовый индекс — 70101.

## Население
По данным переписи населения 2011 года, в Вийратси проживали 1332 человека, из них 1228 (92,2%) — эстонцы.
По данным переписи населения 2021 года, в посёлке проживали 1300 человек, из них 1203 (92,5 %) — эстонцы.
Численность населения посёлка Вийратси по данным переписей населения:
| Год  | 1979 | 1989   | 2000   | 2021   |
| ---- | ---- | ------ | ------ | ------ |
| Чел. | 1238 | ↗ 1579 | ↘ 1332 | ↘ 1300 |

## История
Впервые Вийратси был упомянут в 1481 году (Vyrrites).
На немецком языке поселение называлось Виератц (Wieratz), в 1584 году упоминается как деревня Wirasth.
В 1624 году владельцем земель Вийратси стал граф Якоб де ла Гарди. В 1634 и 1647 годах он подарил часть своих владений и мызу Виератц (Вийратси, нем. Wieratz, эст. Viiratsi mõis) лейтенанту Генриху Крузе (Heinrich Kruse).
На военно-топографических картах Российской империи (1846–1863 годы), в состав которой входила Эстляндская губерния, мыза обозначена как мз. Виератцъ.
В 1938 году на бывшей мызе было построено трёхэтажное здание детского дома. Он проработал в этом здании (с перерывами в военное время) до 2008 года, когда учреждение было реорганизовано и переехало в новый комплекс в деревне Ямеяла.
В советское время посёлок был центром опорно-показательного совхоза-техникума имени Ю. А. Гагарина. Средняя численность его работников на 1978 год составляла 1361 человек, общий земельный фонд — 15,4 тыс. га.
В Вийратси находится братская могила погибших во Второй мировой войне. Там захоронено 9 советских солдат, из них известны имена 6 человек (они были перечислены на плите, установленной на обелиске). В 1997 году могила была внесена в Государственный регистр памятников культуры Эстонии как . В 2022 году рабочая группа по советским памятникам при Госканцелярии Эстонии (РГСП) пришла к выводу, что памятник является «красным монументом», и его необходимо удалить из общественного простнарства. К моменту публикации протокола РГСП памятник уже был снесён местными активистами.

## Инфраструктура
В посёлке работают начальная школа (в 2002/2003 учебном году — 100 учеников, в 2009/2010 учебном году — 82), торговый центр, народный дом, социальные дома, библиотека, центр семейных врачей, детский дом, детсад и два пансионата для престарелых.

## Мыза Виератц
Мыза Виератц (Вирайтси) была построена в период 1599—1624 годов. В 1638 году она упоминается под названием Виритц (Wiritz). Зятю и наследнику Генриха Крузе Ларсу Ваденфельфу (Lars Wadenfelf) мыза принадлежала до 1682 года включительно. В 1789 году мыза перешла во владение города Вильянди и принадлежала ему до 1940 года включительно.
В советское время главное здание мызы (господский особняк) было перестроено до неузнаваемости в центральную усадьбу совхоза имени Ю. А. Гагарина, от мызного комплекса сохранился амбар 19-го столетия и здание фермы.
Административно входила в состав Везенбергского уезда Эстляндской губернии.

## Галерея
- Строительство детского дома в Вийратси, 1938 год
- Школа Вийратси, 2018 год
- Памятник на братской могиле погибших во II мировой войне, фото 2012 года (снесён в 2022 году)